# Dentsu Young & Rubicam
Dentsu Young & Rubicam var ett reklambyrånätverk som samägdes av japanska Dentsu och amerikanska Young & Rubicam. Nätverkets asiatiska del med bas i Tokyo var aktiv från 1981 till 2018 när samarbetet upplöstes. Det hade även en mer kortlivad gren i USA som var aktiv 1983-1991.

## Historik
Dentsu hade 1963 etablerat Japan International Marketing and Advertising (JIMA) för att attrahera utländska kunder för att göra reklam i Japan. Företaget bytte senare namn till JIMA-Dentsu.
År 1972 etablerades Young & Rubicam Tokyo. Young & Rubicam var bland de första amerikanska reklamnätverken att etablera sig i Tokyo efter att Japans regering lättat på regler kring utländskt ägande tidigare under 1972.
I maj 1981 meddelades att Dentsu och Young & Rubicam skulle inleda ett internationellt partnerskap, där första steget var en sammanslagning av JIMA-Dentsu och Young & Rubicam K.K. Tokyo. Sammanslagningen ägde rum i november 1981. I augusti 1982 meddelades att samarbetet skulle utökas till Malaysia med en byrå i Kuala Lumpur.
År 1983 etablerades Dentsu Young & Rubicams amerikanska verksamhet, genom övertagande av hela Dentsu Corporation of America och Young & Rubicams verksamhet i Los Angeles.
År 1986 fick Young & Rubicams helägda byrå i New York över en större del av Kodaks reklamkonto. Det ledde till protester från Canon vars reklam för kameror på den amerikanska marknaden sköttes av DYR. För att minska risken för en upplevd intressekonflikt sålde därför Young & Rubicam sin halva av DYR New York till Dentsu.

### HDM
År 1984 etablerade Young & Rubicam även en samägd verksamhet med franska Eurocom, kallad HCM. År 1987 slogs HCM och DYR ihop för att bilda HDM (Havas Dentsu Marsteller). HDM bildades av HCM:s byråer i Europa och USA, DYR:s byråer i USA, Asien och Europa samt vissa andra byråer.

### Eurocom lämnar
Hösten 1990 valde Eurocom att lämna alliansen och köpte hela den europeiska delen av HCM. Dentsu och Y&R valde att fortsätta samarbetet, men delade upp de kvarvarande delarna regionalt. Den amerikanska delen slogs ihop med Lord, Einstein, O'Neill & Partners för att bilda Lord, Dentsu & Partners, med kontor i New York och Los Angeles.
De elva byråerna i Asien återtog namnet Dentsu, Young & Rubicam. Verksamheten var samägd fram till 1999 när Dentsu fick majoritet i den japanska delen, medan Young Rubicam fick majoritet i företagets övriga verksamheter i Asien.
Denna ordning skulle bestå fram till år 2018, när WPP och Dentsu avslutade sina samägda verksamheter. Den japanska delen blev ett helägt dotterbolag till Dentsu och bytte namn till Dentsu e3. WPP plc, som nu tagit över Young & Rubicam, tog över byråerna i Malaysia, Singapore, Thailand och Vietnam.